# Grand Prix Formule 1 van Brazilië 2005
De Grand Prix Formule 1 van Brazilië 2005 werd gehouden op 25 september 2005 op Autódromo José Carlos Pace in São Paulo.

## Uitslag
| Positie | Nummer | Rijder               | Team                | Ronden | Tijd/Opgave | Startplaats | Punten |
| ------- | ------ | -------------------- | ------------------- | ------ | ----------- | ----------- | ------ |
| 1       | 10     | Juan Pablo Montoya   | McLaren - Mercedes  | 71     | 1:29:20.574 | 2           | 10     |
| 2       | 9      | Kimi Räikkönen       | McLaren - Mercedes  | 71     | +2.527      | 5           | 8      |
| 3       | 5      | Fernando Alonso      | Renault             | 71     | +24.840     | 1           | 6      |
| 4       | 1      | Michael Schumacher   | Scuderia Ferrari    | 71     | +35.668     | 7           | 5      |
| 5       | 6      | Giancarlo Fisichella | Renault             | 71     | +40.218     | 3           | 4      |
| 6       | 2      | Rubens Barrichello   | Scuderia Ferrari    | 71     | +1:09.173   | 9           | 3      |
| 7       | 3      | Jenson Button        | BAR-Honda           | 70     | +1 Ronde    | 4           | 2      |
| 8       | 17     | Ralf Schumacher      | Toyota              | 70     | +1 Ronde    | 10          | 1      |
| 9       | 15     | Christian Klien      | Red Bull - Cosworth | 70     | +1 Ronde    | 6           |        |
| 10      | 4      | Takuma Sato          | BAR-Honda           | 70     | +1 Ronde    | 19          |        |
| 11      | 12     | Felipe Massa         | Sauber - Petronas   | 70     | +1 Ronde    | 8           |        |
| 12      | 11     | Jacques Villeneuve   | Sauber - Petronas   | 70     | +1 Ronde    | 20          |        |
| 13      | 16     | Jarno Trulli         | Toyota              | 69     | +2 Rondes   | 17          |        |
| 14      | 21     | Christijan Albers    | Minardi - Cosworth  | 69     | +2 Rondes   | 16          |        |
| 15      | 19     | Narain Karthikeyan   | Jordan-Toyota       | 68     | +3 Rondes   | 15          |        |
| Ret     | 18     | Tiago Monteiro       | Jordan-Toyota       | 55     | Mechanisch  | 11          |        |
| NC      | 7      | Mark Webber          | Williams-BMW        | 45     | +26 Rondes  | 12          |        |
| Ret     | 20     | Robert Doornbos      | Minardi - Cosworth  | 34     | Motor       | 18          |        |
| Ret     | 8      | Antônio Pizzonia     | Williams-BMW        | 0      | Ongeluk     | 13          |        |
| Ret     | 14     | David Coulthard      | Red Bull - Cosworth | 0      | Ongeluk     | 14          |        |

## Wetenswaardigheden
- Laatste overwinning: Juan Pablo Montoya
- Rondeleiders: Fernando Alonso 2 (1-2), Juan Pablo Montoya 61 (3-28; 32-54; 60-71) en Kimi Räikkönen 8 (29-31; 55-59)
- Fernando Alonso wist voor het eerst wereldkampioen worden door het rijden naar de derde plaats.
- Dit was de eerste 1-2 van McLaren sinds de Grand Prix van Oostenrijk 2000.
- Takuma Sato had 10 plaatsen straf op de grid door het ongeluk tijdens de vorige race. Hij reed hierdoor geen kwalificatieronde.
- Ook Jarno Trulli had 10 plaatsen straf, hij had een motorwissel.
- Jacques Villeneuve moest uit de pitstraat starten door schendingen van parc ferme regels.
- Nadat Mark Webber een ongeluk had bij de start van de race, keerde hij na meer dan 20 ronden terug op de baan.
- Door een mechanische fout was dit de enige DNF van Tiago Monteiro van dit seizoen.

## Standen na de Grand Prix

### Coureurs
| Positie | Nummer | Rijder               | Team             | Punten |
| ------- | ------ | -------------------- | ---------------- | ------ |
| 1       | 5      | Fernando Alonso      | Renault          | 117    |
| 2       | 9      | Kimi Räikkönen       | McLaren          | 94     |
| 3       | 10     | Juan Pablo Montoya   | McLaren          | 60     |
| 4       | 1      | Michael Schumacher   | Scuderia Ferrari | 60     |
| 5       | 6      | Giancarlo Fisichella | Renault          | 45     |

### Constructeurs
| Positie | Nummers | Team             | Rijders                               | Punten |
| ------- | ------- | ---------------- | ------------------------------------- | ------ |
| 1       | 9 10    | McLaren          | Kimi Räikkönen Juan Pablo Montoya     | 166    |
| 2       | 5 6     | Renault          | Fernando Alonso Giancarlo Fisichella  | 162    |
| 3       | 1 2     | Scuderia Ferrari | Michael Schumacher Rubens Barrichello | 98     |
| 4       | 16 17   | Toyota           | Jarno Trulli Ralf Schumacher          | 83     |
| 5       | 7 8     | Williams         | Mark Webber Antônio Pizzonia          | 59     |

## Statistieken
| Snelste ronde | Kimi Räikkönen | McLaren - Mercedes | 1:12.268 |

1972 · 1973 · 1974 · 1975 · 1976 · 1977 · 1978 · 1979 · 1980 · 1981 · 1982 · 1983 · 1984 · 1985 · 1986 · 1987 · 1988 · 1989 · 1990 · 1991 · 1992 · 1993 · 1994 · 1995 · 1996 · 1997 · 1998 · 1999 · 2000 · 2001 · 2002 · 2003 · 2004 · 2005 · 2006 · 2007 · 2008 · 2009 · 2010 · 2011 · 2012 · 2013 · 2014 · 2015 · 2016 · 2017 · 2018 · 2019